# 洞 (武家)
洞（どう、うつろ）とは、室町時代後期から安土桃山時代にかけて、現在の東北及び関東地方の戦国大名に見られた形態で惣領である当主を中心に一族・家臣をまとめた擬似的要素のある族縁共同体のこと。他国の分国に相当し、「家中」と言い換えることも可能である。幕藩体制の確立に基づく近世大名への再編成の過程で消滅していったとされている。

## 概説
これらの地域では1つの令制国において、伝統的な武士団から上昇してきた大名家が複数存在し、その領地関係も錯綜していた。そのような中で大名たちは一族・更に家臣や周辺の国人領主や地侍たちを従えながら、彼らに対して惣領としての優位性を主張し、また非血縁関係の家臣・国人領主たちに「一家」・「一門」などの称号を与えて自己の一族扱いをしてゆく事によって組織における指導的地位を確保しようとした。
こうした形態は結城氏や佐竹氏、宇都宮氏、小田氏などに見られ、これらの大名間の外交交渉の文書・書簡を見ても「当洞」・「○○洞中」などの表現が見られる（なお、西国でも似たような構造を有した毛利氏の文書中にも「洞」の語が登場するが、特異な例と考えられている）。逆に守護大名の段階において領国の一円支配を一応は完成させていた武田氏や今川氏、新興の外来勢力である北条氏（伊勢氏）・里見氏には見られない現象でもあった。

## 伊達氏の「洞」
洞の形態をもっとも特徴的に示しているのが伊達氏である。伊達稙宗は婚姻や養子縁組を通じて蘆名氏・最上氏・田村氏・白河結城氏・岩城氏・相馬氏などの洞を包括して更に大きな洞を形成しようとしたのである。これは本来伊達氏特有の現象ではなく、この地域の戦国大名家の洞は周辺部にある国人領主たちによる小規模な洞をいくつも包括していく中で自己の洞という形で大名領国を形成していったと考えられている。稙宗が定めた分国法『塵芥集』においても洞の概念を強く打ち出している。皮肉にも稙宗が築いた巨大な洞は実子・晴宗と引き起こした天文の乱によって大きく乱れ、稙宗が取り込んだ多くの洞は自立して両派の確執を残しながら独自に戦国大名化の道を歩む事になる。この乱を「洞の乱」とも呼ぶのはこの内乱に参加した伊達氏家臣は勿論、一般には外部の戦国大名と認識されている蘆名氏や最上氏・相馬氏などもこの乱の当時においては洞の一員であったからである。
乱後も洞に残った伊達氏の一門や家臣は曾孫の伊達政宗によって仙台藩家臣団として強い主従関係に基づく再編成を受ける事となるが、それでも仙台藩の家格の呼称には「一家」・「一門」などの洞時代の主従関係の残滓が残され続けて、これに基づいた家中の上下関係が形成された（ちなみに天文の乱終結から仙台藩成立までに新規に「一家」・「一門」以上となった家は片倉小十郎で知られる片倉氏他1家のみと言われている）。この事は近世大名としての伊達氏・仙台藩にとっては一種の後枷となり、伊達騒動・戊辰戦争に至るまで様々な問題も引き起こす事になった。